# José Antonio Olvera
José Antonio „Mona” Olvera de los Santos (ur. 4 marca 1986 we Francisco I. Madero) – meksykański piłkarz występujący na pozycji lewego obrońcy, reprezentant Meksyku.

## Kariera klubowa
Olvera pochodzi z niewielkiej miejscowości Francisco I. Madero w stanie Coahuila i jest wychowankiem zespołu Santos Laguna z pobliskiego miasta Torreón. Do pierwszej drużyny został włączony jako osiemnastolatek przez szkoleniowca Eduardo de la Torre i w meksykańskiej Primera División zadebiutował 21 sierpnia 2004 w przegranym 1:2 spotkaniu z Dorados. Pewne miejsce w wyjściowym składzie wywalczył sobie już po kilku miesiącach, a jego udane występy na lewej obronie zaowocowały pierwszymi powołaniami do reprezentacji. Premierowego gola w najwyższej klasie rozgrywkowej strzelił 14 sierpnia 2005 w przegranej 1:4 konfrontacji z Tigres UANL. W maju 2006 udał się na krótkoterminowe, trwające kilka tygodni wypożyczenie do zespołu Chivas de Guadalajara, aby wspomóc go w fazie pucharowej Copa Libertadores; nie mógł tym samym być zgłoszony do rozgrywek ligowych. Odpadł wówczas z Chivas z tego turnieju w półfinale, po czym powrócił do Santosu Laguna, której barwy reprezentował ogółem przez niecałe trzy lata bez większych sukcesów.
Wiosną 2007 Olvera już na zasadzie transferu definitywnego przeszedł do Chivas de Guadalajara, w ramach rozliczenia za transfer Oswaldo Sáncheza i Juana Pablo Rodrígueza. Z tą drużyną w 2007 roku dotarł do finału najbardziej prestiżowych rozgrywek północnoamerykańskiego kontynentu – Pucharu Mistrzów CONCACAF, lecz przez cały swój dwuletni pobyt w Chivas pełnił wyłącznie rolę rezerwowego. Nie mogąc sobie wywalczyć miejsca w wyjściowym składzie, w styczniu 2009 udał się na wypożyczenie do klubu Deportivo Toluca, gdzie spędził rok, również będąc jednak głębokim rezerwowym. Bezpośrednio po tym, również na zasadzie wypożyczenia, powrócił do swojego macierzystego Santos Laguna; tam z kolei, podobnie jak poprzednio, szybko został kluczowym graczem defensywy. W wiosennym sezonie Bicentenario 2010 zdobył ze swoim zespołem tytuł wicemistrza kraju i sukces ten powtórzył również pół roku później, podczas jesiennych rozgrywek Apertura 2010.
W lipcu 2011 Olvera zasilił Santos Lagunę na stałe, lecz zaraz potem stracił miejsce na lewej obronie na rzecz Osmara Maresa. W roli głębokiego rezerwowego w sezonie Apertura 2011 po raz trzeci został wicemistrzem kraju, zaś podczas rozgrywek Clausura 2012 wywalczył z ekipą prowadzoną przez Benjamína Galindo swoje pierwsze mistrzostwo Meksyku. Bezpośrednio po tym osiągnięciu został ściągnięty przez Rubéna Omara Romano – swojego byłego trenera z Santosu Laguna – do prowadzonego przez niego klubu Monarcas Morelia. W jego barwach w sezonie Apertura 2013 zdobył puchar Meksyku – Copa MX, regularnie pojawiając się na boiskach, natomiast w 2014 roku wywalczył krajowy superpuchar – Supercopa MX. W 2015 roku zajął z Morelią drugie miejsce w superpucharze kraju.

## Kariera reprezentacyjna
W 2005 roku Olvera znalazł się w ogłoszonym przez szkoleniowca René Isidoro Garcíę składzie reprezentacji Meksyku U-23 na prestiżowy towarzyski Turniej w Tulonie. Na francuskich boiskach jego kadra dotarła do półfinału, przegrywając w nim z Portugalią (0:1) i zajęła ostatecznie czwarte miejsce. Rok później wziął udział w kolejnej edycji Turnieju w Tulonie – tym razem wszystkie trzy spotkania w pełnym wymiarze czasowym, zaś reprezentacja prowadzona wówczas przez Pablo Lunę odpadła z imprezy już w fazie grupowej.
W seniorskiej reprezentacji Meksyku Olvera zadebiutował za kadencji selekcjonera Ricardo La Volpe, 14 grudnia 2005 w wygranym 2:0 meczu towarzyskim z Węgrami.

## Statystyki kariery

### Klubowe
| Santos Laguna | 2004–2005 | Meksyk | Liga MX | 21  | 0 | 3  | 0 | —             | —  | — | 24  | 0 |
| Santos Laguna | 2005–2006 | Meksyk | Liga MX | 30  | 1 | —  | — | —             | —  | — | 30  | 1 |
| Santos Laguna | 2006–2007 | Meksyk | Liga MX | 3   | 1 | —  | — | —             | —  | — | 3   | 1 |
| Guadalajara   | 2006–2007 | Meksyk | Liga MX | 0   | 0 | —  | — | —             | —  | — | 0   | 0 |
| Guadalajara   | 2007–2008 | Meksyk | Liga MX | 5   | 0 | —  | — | SL            | 1  | 1 | 6   | 1 |
| Guadalajara   | 2008–2009 | Meksyk | Liga MX | 11  | 1 | —  | — | SL + CS       | 7  | 0 | 18  | 1 |
| Toluca        | 2008–2009 | Meksyk | Liga MX | 4   | 0 | 3  | 0 | —             | —  | — | 7   | 0 |
| Toluca        | 2009–2010 | Meksyk | Liga MX | 1   | 0 | —  | — | LMC           | 5  | 0 | 6   | 0 |
| Santos Laguna | 2009–2010 | Meksyk | Liga MX | 15  | 0 | —  | — | —             | —  | — | 15  | 0 |
| Santos Laguna | 2010–2011 | Meksyk | Liga MX | 30  | 0 | —  | — | LMC           | 9  | 0 | 39  | 0 |
| Santos Laguna | 2011–2012 | Meksyk | Liga MX | 4   | 0 | —  | — | LMC           | 6  | 0 | 10  | 0 |
| Morelia       | 2012–2013 | Meksyk | Liga MX | 10  | 0 | 1  | 0 | —             | —  | — | 11  | 0 |
| Morelia       | 2013–2014 | Meksyk | Liga MX | 29  | 0 | 3  | 0 | —             | —  | — | 32  | 0 |
| Morelia       | 2014–2015 | Meksyk | Liga MX | 9   | 0 | 6  | 0 | —             | —  | — | 15  | 0 |
| Morelia       | 2015–2016 | Meksyk | Liga MX | 13  | 0 | 5  | 0 | —             | —  | — | 18  | 0 |
| Morelia       | 2016–2017 | Meksyk | Liga MX | 0   | 0 | 0  | 0 | —             | —  | — | 0   | 0 |
| Ogółem        | Ogółem    | Ogółem | Ogółem  | 185 | 3 | 21 | 0 | SL + CS + LMC | 28 | 1 | 234 | 4 |

- SL – SuperLiga
- CS – Copa Sudamericana
- LMC – Liga Mistrzów CONCACAF

### Reprezentacyjne
| Meksyk | Meksyk | 2005   | 1 | 0 | — | — | — | — | — | 1 | 0 |
| Meksyk | Meksyk | 2006   | 2 | 0 | — | — | — | — | — | 2 | 0 |
| Ogółem | Ogółem | Ogółem | 3 | 0 | — | — | — | — | — | 3 | 0 |